# José María Orense
José María Orense de Milá de Aragón Herrero (14 de octubre de 1803-29 de octubre de 1880) fue un político, periodista y revolucionario español. Fue un eminente preconizador del republicanismo federal.

## Biografía
Nacido en Laredo el 14 de octubre de 1803, fue miembro de la Milicia Ciudadana durante el Trienio Liberal (1820-1823). Orense, que luchó contra el ejército invasor francés (partidario del absolutismo) conocido como los cien mil hijos de San Luis, se exilió a Inglaterra, y retornó a España tras la muerte de Fernando VII. Orense fue elegido diputado en 1844 en representación de Palencia. Desde entonces, se destacó por un mayor radicalismo en sus propuestas que las genéricas del Partido Progresista. Abogó en favor de la Unión Ibérica en su programa electoral de 1844.
Heredó el marquesado de Albaida en 1847. Tomó parte en la revolución de 1848 y luchó en las barricadas de la Carrera de San Jerónimo. También participante en la revolución de 1854, se distinguió en la intentona de Los Basilios el 28 de agosto, lo que condujo a su encarcelamiento.
Hizo campaña activa en favor de la abolición de la esclavitud en las Cortes de 1854-1856.
Se rebeló en contra del gobierno involucionario de O'Donnell y Ríos Rosas en 1856, animando al alzamiento general de la población. Fue de nuevo encarcelado, y posteriormente se exilió en Francia y Bélgica.

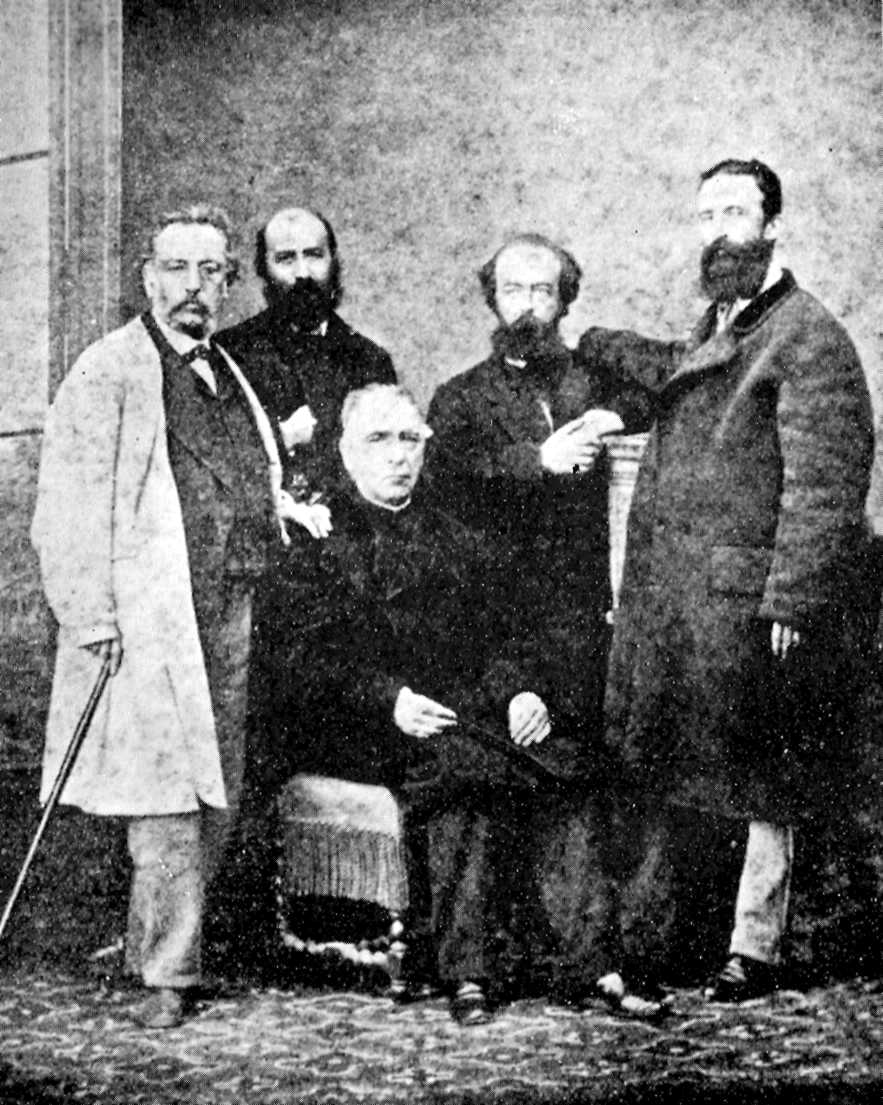
Fotografía tomada a comienzos de 1869 en Madrid, en la que aparecen (de izquierda a derecha) Fernando Garrido, Élie Reclus, José María Orense (sentado), Aristide Rey y Giuseppi Fanelli.

Preconizador del iberismo, argumentó a favor de tal extremo en un artículo de 1858 para La Discusión, proponiendo una concepción de la Unión Ibérica basada en una comunidad de intereses comunes, que se debería alcanzar primero extendiendo los privilegios de las provincias vascas al resto de España y posteriormente llevando a cabo una convergencia progresiva con Portugal.
Retornó a Madrid en ocasión de la Revolución Gloriosa de septiembre de 1868, y no dio tregua a las posiciones contemporizadoras del gobierno provisional. Tras la septembrina, Orense fue nombrado presidente de la Sociedad Abolicionista Española, tras la salida de Salustiano de Olózaga de la organización.
También presidió el cónclave del Partido Democrático el 11 de octubre de 1868 en el Circo Price durante el cual se determinó que la república federal debería ser la forma de Estado de España, y que condujo al cisma de la formación entre los republicanos y los accidentalistas cimbrios. Activo propagandista por la república, resultó elegido diputado las elecciones a Cortes Constituyentes de 1869.
Dentro del tronco del republicanismo federal, Orense abrazó una variante individualista de obrerismo vinculada al humanitarismo romántico y al liberalismo social (en contraste con otras tendencias que convergían en el republicanismo federal como el republicanismo socialista de Fernando Garrido y Pi y Margall o la tendencia krausista), y de hecho, de forma similar a Giuseppe Mazzini, en última instancia se distanció del socialismo, al que culpó de la caída de la Segunda República Francesa.

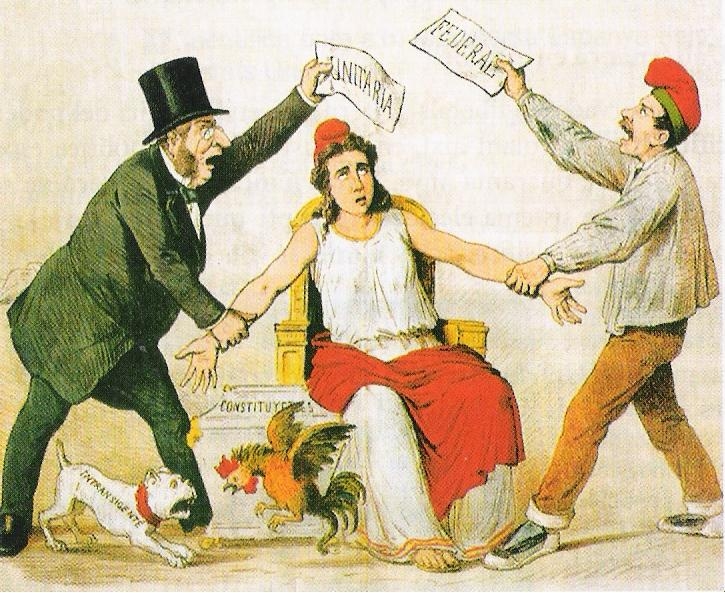
Caricatura representando la lucha entre aquellos que defendían la república unitaria y aquellos defendiendo la república federal (La Flaca, 1873)

Orense participó en las insurrecciones que tuvieron lugar unos meses después de la entrada en vigor nueva constitución en junio de 1869. Marchó a Tours y organizó la unidad de voluntarios españoles (incluido su hijo, Antonio Orense) que marchó a ayudar a Francia tras la invasión prusiana de 1870, bajo la empresa de la República Universal y la Federación Latina.
Volvió a España a votar en contra de la candidatura de Amadeo de Saboya a la jefatura del Estado, desarrollando igualmente un activo papel como agitador republicano. Tras la proclamación de la Primera República Española en febrero de 1873 y las elecciones de mayo de 1873, desempeñó brevemente la presidencia del Congreso de los Diputados en junio de 1873.
Abandonó España tras el golpe de Pavía el 3 de enero de 1874, aunque volvió al país para instalarse en Astillero (Santander), en las postrimerías de su vida. Ciego y con la salud deteriorada, falleció el 29 de octubre de 1880.

## Obras
- Orense J. M., Los presupuestos como los desea el pueblo español, o sea proyecto de enmienda a los de la Comisión del Congreso de Diputados y del Gobierno, Madrid 1848.
- Orense J. M., A l’Assemblée Nationale, Pau 1848.
- Orense J. M. y Mendialdúa F., Apéndice a los programas políticos, Madrid 1849.
- Orense J. M. y Mendialdúa F., Sistema del gobierno español en materia de elecciones, Bayona 1851.
- Orense J. M. y Mendialdúa F., Señores electores del distrito de Palencia, Bayona 1851.
- Orense J. M. y Mendialdúa F., Histoire du parti liberal en Espagne, Bruselas 1853.
- Orense J. M. y Mendialdúa F., Lo que hará en el poder el partido democrático y lo que hará en el poder el partido progresista, Madrid 1858.
- Orense J. M. y Mendialdúa F., Los Fueros, Madrid 1859.
- Orense J. M. y Mendialdúa F., La democracia tal cual es, Madrid 1862.
- Orense J. M. y Mendialdúa F., Treinta años de gobierno representativo en España, Madrid 1863.
- Orense J. M. y Mendialdúa F., Ventajas de la República Federal, Madrid 1870.